# Vidania
Vidania (Bidania en euskera) es una entidad de población española del municipio de Bidegoyan, perteneciente a la provincia de Guipúzcoa, en la comunidad autónoma del País Vasco.

## Historia
Hacia mediados del siglo XIX, el lugar, referido por entonces como una universidad con ayuntamiento propio, tenía contabilizada una población de 166 habitantes. Aparece descrito en el decimosexto y último volumen del Diccionario geográfico-estadístico-histórico de España y sus posesiones de Ultramar de Pascual Madoz con las siguientes palabras:

VIDANIA: universidad con ayunt. en la prov. de Guipúzcoa (á Tolosa 1 leg.), part. jud. de Azpeitia (2 1/2), aud. terr. de Búrgos (35), c. g. de las Provincias Vascongadas (á Vitoria 15), dióc. de Pamplona (11), alcaldia de Sayaz: sit. en el centro de la prov., y por su mayr parte en llanura, junto al camino real de Azpeitia á Tolosa; clima saludable: se compone de 10 casas, inclusa la municipal, y de varios cas. que forman 4 barrios, titulados Elola, Erribarrena, Elizaburua y Erreca: hay algunas fuentes de aguas comunes; igl. parr. (San Bartolomé) servida por un rector y 2 beneficiados; 2 ermitas (Sta. Agueda y San Pedro); una escuela de niños, fundada recientemente por D. Bartolomé Lopetedi con renta de 3,300 rs. y casa á la que asisten de 30 á 40 de aquellos, y otra de niñas, á la cual asisten 20, y cuyo establecimiento con la dotacion de 2,000 rs. se debió á D. Francisco de Toledo: ambas sirven tambien para Goyaz. El térm. confina N. Regil; E. Albistur; S. y O. Goyaz; estendiéndose su jurisd. como unas 2 leg. El terreno es de buena calidad y le bañan pequeños arroyos: en sus montes abundan los pastos, ademas del arbolado de roble, hayas y fresno. caminos: el espresado y otros que conducen á los pueblos limítrofes. El correo se recibe de Tolosa. prod.: trigo, maiz, avena, lino, legumbres y frutas; cria ganado lanar, vacuno y caballar; alguna caza. ind.: un molino harinero de 2 piedras. pobl.: 33 vec., 166 alm. riqueza imp.: 65,889 rs. vn. Está encabezada esta pobl. en 13 fuegos para el repartimiento de los gastos de prov.
(Madoz, 1850, p. 35)

## Demografía
| Gráfica de evolución demográfica de Vidania entre 1842 y 1960 |
| |
| Población de derecho según los censos de población del INE Población de hecho según los censos de población del INEEntre el censo de 1970 y el anterior, este municipio desaparece porque se agrupa en el municipio Bidegoyan |

El 21 de diciembre de 1964 el municipio de Vidania se fusionó con el vecino municipio de Goyaz para crear un nuevo municipio denominado Bidegoyan. La razón de la fusión fue principalmente la cercanía entre ambos pueblos (las iglesias de Vidania y Goyaz están separadas por solo 750 metros de distancia) y el relativo aislamiento de ambos pueblos respecto a los del entorno, ya que ocupan una especie de meseta a caballo de los valles del Oria y el Urola, mal comunicada con estos valles.
El antiguo municipio de Vidania tenía 9,66 km² de extensión y en el momento de la fusión con Goyaz contaba con algo más de 600 habitantes. El nuevo municipio de Bidegoyan estableció su ayuntamiento en Vidania.
En la actualidad, aunque no exista ya como municipio, sigue existiendo una importante conciencia de pueblo, ya que los núcleos de Vidania y Goyaz no han llegado a fundirse y ambas poblaciones, a pesar de su cercanía, siguen estando diferenciadas y son perfectamente reconocibles.
En 2022, la entidad singular de población tenía empadronados 410 habitantes y el núcleo de población, 229.

## Patrimonio

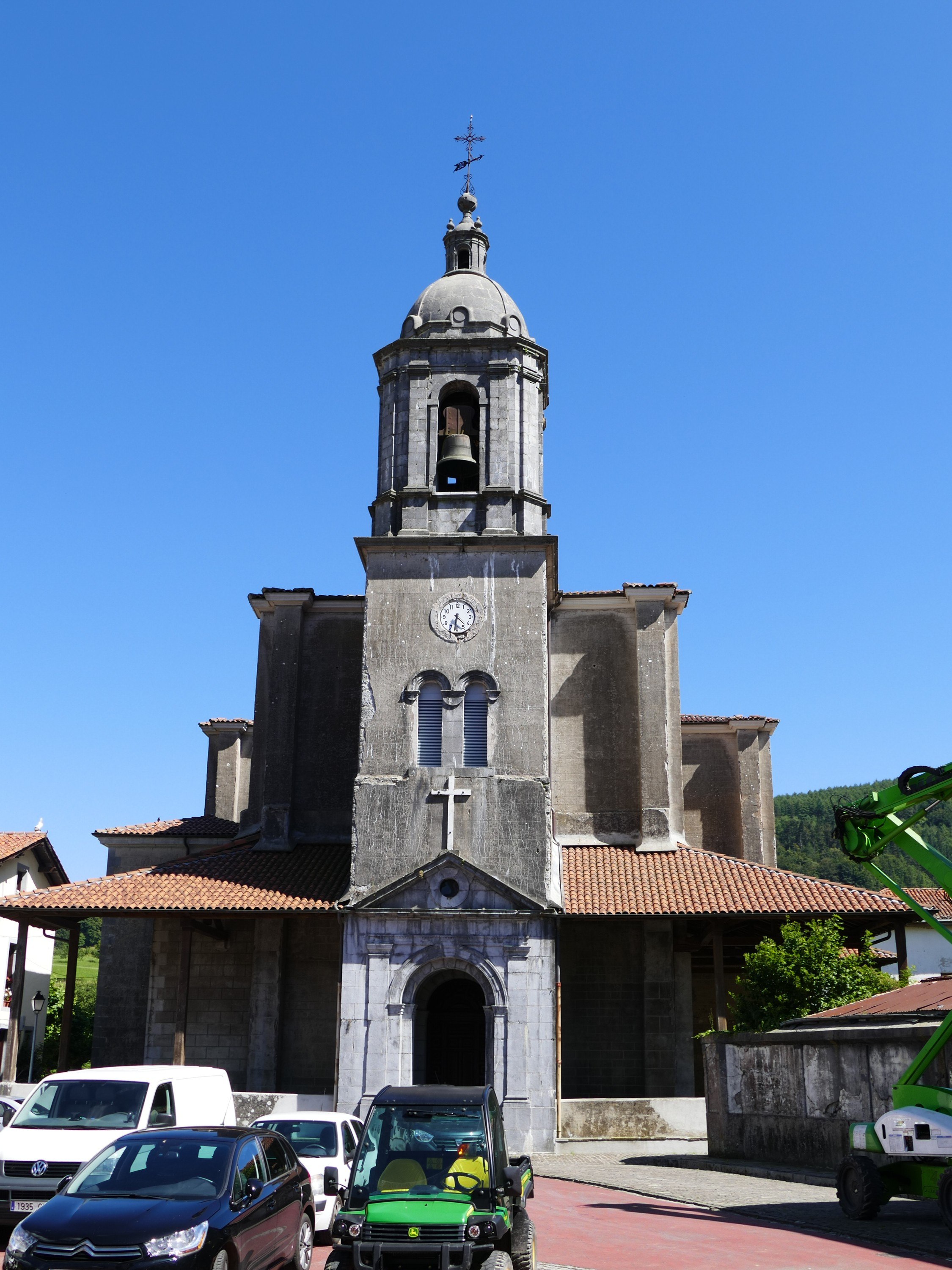
Vista de la iglesia de San Bartolomé

Hay en el lugar una iglesia de San Bartolomé.